# Tamzin Malleson
Tamzin Malleson (* 1. Mai 1974 in Yeovil, Somerset) ist eine britische Filmschauspielerin.

## Leben
Malleson hatte ihr Debüt als Schauspielerin 1996 in der britischen Fernsehserie A Touch of Frost in einer Nebenrolle. Es folgten eine weitere Mitwirkung in den Serien Kavanagh QC und in dem BBC-Drama Polizeiarzt Dangerfield wo sie in der dritten Staffel die Rolle der Alison Dangerfield spielte. Des Weiteren hatte sie eine Hauptrolle als Penny Neville in der Channel 4-Comedy-Fernsehserie Teachers. 2001 spielte sie in der britischen Krimi-Fernsehserie von ITV Agatha Christie’s Poirot in der Langfolge der achten Staffel Das Böse unter der Sonne und in The Bill sowie in der BBC-Krankenhausserie Bodies. Des Weiteren trat sie noch in einigen Kurzfilmen auf und 2011 in dem Fantasy-Thriller 7 Lives.
Malleson wurde zuletzt vor allem von 2011 bis 2015 in der britischen Krimi-Filmreihe Inspector Barnaby durch ihre Rolle als Pathologin und Gerichtsmedizinerin Doctor Kate Wilding bekannt, die sie dort von der 14. bis zum Ende der 17. Staffel verkörperte. 2015 wirkte sie in der Fernsehserie Unforgotten in der Rolle als Caroline Greaves mit.
Tamzin Malleson ist verheiratet mit dem britischen Schauspieler Keith Allen und hat mit ihm eine gemeinsame Tochter, die Kinderdarstellerin Teddie-Rose Malleson-Allen, die auch zugleich die jüngere Halbschwester der Sängerin Lily Allen und des Schauspielers Alfie Allen ist.

## Filmografie
- 1996: A Touch of Frost (Fernsehserie, Folge: Deep Waters)
- 1996: Kavanagh QC (Fernsehserie, Folge: The Burning Deck)
- 1996–1997: Polizeiarzt Dangerfield (Dangerfield, Fernsehserie, 16 Folgen)
- 1999: The Fishmonger's Daughter (Kurzfilm)
- 1998–1999: The Bill (Fernsehserie, Folgen: Deep Secret und Murder, What Murder?)
- 2000–2001: Always and Everyone (Fernsehserie, zwei Folgen)
- 2001: Agatha Christie’s Poirot (Langfolge der achten Staffel: Das Böse unter der Sonne)
- 2002–2004: Teachers (Fernsehserie)
- 2003: The Vice (Fernsehserie, Folge: Birdhouse Outcast)
- 2004: Murder City (Fernsehserie, Folge: Nothing Sacred)
- 2004–2006: Bodies (Fernsehfilm)
- 2005: The Man-Eating Lions of Njombe (Fernsehfilm)
- 2007: Kitchen (Kurzfilm)
- 2009: Boy Meets Girl (Miniserie)
- 2010: Between You & Me (Kurzfilm)
- 2010: Nocturn (Kurzfilm)
- 2011: 7 Lives (Thriller)
- 2011–2015: Inspector Barnaby (Krimi-Filmreihe, Midsomer Murders)
- 2015: Unforgotten (Fernsehserie)
- 2018: Marcella (Fernsehserie; vier Folgen)
- 2021: La Cha Cha (Komödie)